# Amir Ohana
Pour les articles homonymes, voir Ohana.
Amir Ohana (en hébreu : אָמִיר אוֹחָנָה), né le 15 mars 1976, est un homme politique israélien.
Membre du Likoud et élu à la Knesset de 2015 à 2020, il est nommé ministre de la Justice par Benyamin Netanyahou en 2019. L’année suivante, il devient ministre de la Sécurité intérieure dans le gouvernement Netanyahou V. Il est président de la Knesset depuis le 29 décembre 2022.

## Biographie
Avocat de profession, il est né à Beer-Sheva de parents d'origine marocaine. Ses parents, Esther et Meir Ohana, sont nés à Rabat.
Le 27 décembre 2015, à la suite de la démission de Silvan Shalom, impliqué dans un scandale de harcèlement sexuel, Amir Ohana devient membre de la Knesset. 
En juin 2019, après avoir limogé Ayelet Shaked, Benyamin Netanyahou le nomme ministre de la Justice. 
Sa nomination est liée à l’avancée du dossier judiciaire du premier ministre, accusé de corruption. Ami intime des Netanyahou, et surtout de Yaïr Netanyahou, le fils du premier ministre, Amir Ohana s’est prononcé à plusieurs reprises en faveur d’une loi d’immunité visant à interdire la mise en examen de responsables politiques pendant leur mandat, ce qui profiterait ainsi directement à Benyamin Netanyahou. 
Il défend aussi un texte qui empêcherait à la Cour suprême de casser certaines décisions du Parlement et s’est dit prêt à ne pas respecter les jugements de la plus haute instance judiciaire du pays s’il considère qu’ils sont contraires à la sécurité d’Israël. La présidente de la cour suprême, Esther Hayut, déclare en réponse : « Nous devrions considérer avec sévérité le fait qu’un ministre de la justice de l’État d’Israël, le jour de sa prise de fonction, a choisi de partager avec nous une vision juridique du monde sans précédent et irresponsable. »
Un an plus tard, Amir Ohana devient ministre de la Sécurité intérieure.
Il donne pour instruction à l'administration pénitentiaire de ne pas vacciner les prisonniers palestiniens pendant la pandémie de Covid-19. 
Réputé pour ses opinions xénophobes, il affirme notamment que les musulmans sont enclins au « meurtre culturel ». 
Il est élu président de la Knesset le 29 décembre 2022.
Amir Ohana est le premier homme politique du Likoud ouvertement homosexuel qui ait été élu député, et le premier à avoir été nommé ministrepuis président du parlement.